# Друго бугарско царство
Друго бугарско царство (буг. Второ българско царство) или Друга бугарска држава (буг. Втора българска държава), била је средњовековна бугарска држава која је постојала од 1185. године до 1396. (или 1422). Као наследник Првог бугарског царства било је на врхунцу моћи под Иваном Асеном II пре него што су је освојили Османлијски Турци између четрнаестог и петнаестог века. Друго бугарско царство наследила је кнежевина и касније Краљевина Бугарска. Њена престоница се налазила у Трнову. Бугарско царство је стекло и црквену самосталност. У Трнову је столовао бугарски патријарх.

## Увод
Прво бугарско царство достигло је свој врхунац у време владавине цара Самуила. Држави су припојени Епир, Тесалија, Дукља, Рашка, Босна, Травунија, Срем, данашња Албанија и Подунавска Бугарска. Међутим, након пораза бугарске војске код Бјеласице (1014. године), Самуило умире након што је видео своју ослепљену војску. Наследио га је син Гаврило Радомир. Василије II Бугароубица креће у освајање бугарске државе. У Бугарској долази до преврата и на престо долази Јован Владислав. Јован је погинуо у бици код Драча (1018) након чега Прво бугарско царство престаје да постоји, а његове територије прикључене су Византијском царству.

## Настанак
Године 1185. браћа Јован Асен и Теодор затражили су од византијског цара Исака II Анђела пронију. Цар их је одбио. Браћа су се вратила у Бугарску и почела заговарати устанак против византијске власти. Теодор је проглашен новим бугарским царем под именом Петар IV. До краја следеће, 1186. године, Бугари су освојили велики део Мезије и Тракије. У лето 1186. Исак покреће казнену експедицију против Бугара. Петар је пристао на вазалство. Јован Асен бежи преко Дунава и склапа савез са Куманима. Потом упада у Тракију и ратује против Византинаца. Године 1187. Исак покреће нови поход на Бугарску и опседа Ловеч. Заробио је жену Јована Асена, Јелену. Она је размењена за Јовановог млађег брата Калојана. Калојан је постао византијски талац. Међутим, ни једна страна није била спремна на преговоре.
Управо у то време Саладин осваја Јерусалим чиме је изазвао покретање Трећег крсташког рата. Најмоћнију крсташку армију, која је долазила из Светог римског царства, предводио је Фридрих I Барбароса. Фридрих улази у сукоб са византијским царем. Користећи се византијско-немачким сукобима, Јован Асен осваја Ниш, Софију и Београд. По повратку у своју престоницу је убијен (1195).

## Успон

### Владавина Калојана
Јована Асена је на престолу наследио најмлађи брат Калојан. Калојан је био амбициозан владар и настојао је да доврши ослобађање Бугарске од Византије и да се Византинцима освети за ослепљивање 14.000 војника у бици код Бјеласице. Себе је називао "Романоубица" (Romanoktonos) након Василија који је себе називао "Бугароубица. Године 1201. Калојан је освојио Варну, последње византијско упориште у Мезији. Потом је освојио и Варну и побио њено становништво упркос томе што је био Ускрс. Док су Бугари били заокупљени борбама на југу, угарски краљ Андрија II и његов вазал Вукан освајају Београд, Браничево, Ниш. Следеће године је Калојан повратио своје територије.
Знајући да од Византије неће изнудити признање за своју круну, Калојан је ступио у преговоре са папом Иноћентијем III. Након дугих преговора, Калојан је крунисан за цара крајем 1204. године. Бугарска црква уздигнута је на ранг патријаршије. Међутим, Бугари нису мењали своје православне обреде и традиције. Неколико месеци пре Калојановог крунисања за цара су крсташи Четвртог рата освојили Цариград стварајући на византијској територији више самосталних држава. Од крсташких држава, најмоћније је било Латинско царство. Калојан је покушао да преговара са латинским царем, али он није прихватао бугарску државу ни поред папског признања. Византијска аристократија у Тракији склопила је савез са Калојаном уперен против Латинског царства. Одлучујућа битка вођена је 14. априла 1205. године код Хадријанопоља. Латини су поражени, а њихов цар Балдуин је заробљен. Латинско царство запада у хаос<. Бугари су повратили већи део Тракије. Византинци у Тракији, изненађени бугарским успоном, склапају заверу са Латинима. Завера је откривена, а Калојан се брутално осветио Византинцима. Кампања против Латинског царства настављена је следеће године. Међутим, Калојан је убијен пре него што је могао да отпочне поход на сам Цариград.

### Владавина Јована Асена II
Калојана је наследио Борил који је покушао да настави политику свога претходника. Међутим, Борил није имао Калојанове способности. Након пораза код Филипопоља, Латини су му преотели већи део територија које је Калојан освојио. Борилов брат Стрез одвојио је већи део Македоније за себе, а Алексије Словенски је отцепио своју територију у близини Родопа. Године 1211. Борил је уступио Београд и Браничево Угарској. Кампања против српског краља Стефана Првовенчаног 1214. године завршена је неуспехом. Борил је 1218. године збачен, а на бугарски престо долази Јован Асен II, син Јована Асена I. Јован Асен II је оженио ћерку угарског краља Андрије, Ану Марију. Затим је потписао споразум са епирским владарем Теодором Анђелом Дуком Комнином обезбедивши јужну границу свога царства. Теодор је освојио Солун и тиме осетно смањио територију Латинског царства. Очајни Латини улазе у преговоре са бугарским царем. Године 1230. Теодор је изненадно напао Бугарско царство. У бици код Клокотнице је, међутим, доживео пораз и пао у заробљеништво. Јован Асен је освојио све градове од Хадријанопоља до Драча. Србија је прихватила врховну бугарску власт како би се супротставила католичкој Угарској.
Након никејског признавања Бугарске патријаршије, Јован Асен раскида савез са папством и склапа савез са Никејским царством против Латинског царства. Савезници опседају Цариград (1235), али не успевају да га освоје. Потом је Јован Асен склопио мир са Латинима. Непосредно пред своју смрт (1241), Јован Асен је поразио део монголске војске која се враћала ка истоку након напада на Пољску и Угарску.

## Опадање
Јована Асена II је наследио малолетни син Калиман I уместо кога је владало регенство. Регенти су склопили мир са Монголима пристајући да плаћају данак. Слабост државе изазвану недостатком јаког монарха искористило је Никејско царство да освоји територије на југу, у Тракији, Македонији, на Родопима. Никејци су заузели велики број градова укључујући и Хадријанопољ, Сер, Скопље. Мађари заузимају Београд и Браничево Бугари су реаговали тек 1253. године када су накратко повратили Родопе, Македонију и још неке области. Међутим, сва ова освајања поништена су уговором из 1256. године којим је бугарски цар потврдио никејску власт над овим подручјима. Наступа период борби за власт из којих као победник излази Константин I Асен Тих. Након ослобођења Цариграда, византијски цар Михаило VIII Палеолог напада бугарске територије освајајући приморске градове и неколико градова у Тракији (укључујући и Филипопољ). Бугарски цар склапа савез са Монголима, али је борба против Византије била неуспешна. Константин је у рату повредио ногу. Царева болест изазвала је масовни народни устанак. Побуњеничку војску предводио је свињар Ивајло. Ивајло је убио Константина и преузео власт. Михаило шаље Јована Асена III, свог претендента на бугарски престо, против Ивајла. Након Ивајловог пораза од Монгола, капије Цариграда отворене су Јовану Асену. Ивајло је успео да поврати своју власт, али је због непријатељства бугарског племства принуђен да бежи. Племство је за новог цара одабрало Ђорђа I Тертера. Током његове дванаестогодишње владавине, Бугарска губи територије у Тракији у корист Византије.

## Привремена стабилизација
Године 1299. на бугарски престо долази Теодор Светослав. Теодор је уз татарску помоћ дошао на престо, али није хтео да дели престо са Чаком, једним татарским вођом, па га је убио. Бугарски цар је 1303. године покренуо неколико кампања против Византије и освојио многе градове у североисточној Тракији. Византинци су покушали да му се супротставе, али су поражени у бици код Скафида. Због тога су приморани да 1307. године потпишу мир и признавање бугарских освајања.Остатак своје владавине Теодор је провео у миру са својим суседима. Године 1318. српски краљ Милутин Немањић је посетио Трново. Године мира донеле су Бугарској економски просперитет и појачану трговину. Бугарска је постала велики извозник пољопривредних производа, посебно пшенице.
Током раних 1320-их, тензије између Бугарске и Византије су појачане након што је Византија запала у грађански рат. Бугарски цар Ђорђе II се користи византијским неприликама и осваја Филипопољ. Међутим, након његове смрти нико се није нашао да га наследи те су Византинци повратили Филипопољ и друге бугарске градове у северној Тракији. На бугарски престо долази енергични деспот Видина, Михаило Шишман. За цара је изабран наредне године. Шишман се окренуо против византијског цара Андроника II и повратио изгубљене земље. Крајем 1324. године између двојице владара је склопљен мир утврђен династичким браком. Шишман се развео од Милутинове кћери Ане Неде и оженио Теодору Палеологину. То је довело до погоршања односа са Србијом. Ова промена у политици Бугарске објашњава се јачањем Српског краљевства и продирањем Срба на просторе Македоније. Бугарски цар је окупио војску од 15.000 војника и напао Србију. Битка је вођена 1330. године у близини Велбужда. Михаило Шишман је поражен, а и сам је страдао у боју. Упркос победи у бици, Дечански није напао саму Бугарску већ се са њом споразумео и на бугарски престо поставио Јована Стефана, Шишмановог сина са Аном Недом. Бугари нису изгубили своју државу, али нису могли зауставити експанзију Србије у Македонији.
Јован Стефан је свргнут већ 1331. године од стране Јована Александара. Византинци 1332. године успешно ратују против Бугарске освајајући градове у североисточној Тракији и наносећи пораз Јовану Александру у бици код Русокастра. Бугари су се умешали у нови византијски грађански рат стајући на страну Јована V против Јована Кантакузина. Том приликом освојили су девет градова дуж реке Марице и на Родопима укључујући и Филипопољ. Било је то последње значајно територијално проширење Другог бугарског царства.

## Пад
Освајање византијских територија доводи Бугаре у прве сукобе са Турцима Османлијама који су били у служби претендента Јована Кантакузина. Јован Александар је поражен у две битке у којима су страдала двојица његових најстаријих синова, Михаило IV Асен и Јован Асен IV. Односи са његовим трећим сином, Јованом Страцимиром, погоршали су се након 1349. године када се Страцимир оженио са Саром-Теодором, Јеврејком. Када је њихово дете, Јован Шишман, одређено за наследника, Јован Страцимир је прогласио независност. Године 1355. Турци покрећу поход на Софију. Код Ихтимана су се сукобили са Јовановим сином Михаилом IV Асеном. Млади Михаило је погинуо у бици. Обе стране имале су тешке губитке. Иако су однели победу, Турци нису могли наставити са походом.
Пораз код Ихтимана уздрмао је не само Трново већ и Цариград. Јован Александар и Јован Кантакузин покушали су да се зближе ради заједничке одбране од Османлија. Ћерка бугарског цара, Керица, удала се за Андроника IV Палеолога, сина Јована V Палеолога (још увек је био беба). Савез Бугарске и Византије могао је озбиљно угрозити Османлије на Балкану. Међутим, упркос великим очекивањима, споразум се није исплатио.
Смрћу српског цара Душана (20. децембар 1355) и закључењем савеза, Бугарска и Византија поново постају доминантне силе на Балкану које су једине биле у стању да зауставе продор Турака. Међутим, и поред закључења савеза и склапања брака, Византија и Бугарска биле су у сталном сукобу око црноморских лука Месембрије и Анхијала. Османлије у периоду од 1354. до 1364. овладавају великим бројем трачких тврђава и градова међу којима су били и градови попут Пловдива, Старе Загоре и сл. Уништења хришћанских градова праћена су убијањем или расељавањем месног становништва. Поред опасности од Османлија, Бугари су имали проблеме и са Мађарима. Угарски краљ Лајош I Анжујски 1365. године напада и осваја бугарски град Видин. Јован Страцимир га је повратио четири године касније уз помоћ влашког војводе Владислава I. Након смрти Јована Александра (17. фебруар 1371. година) Бугарска се поделила у неколико независних држава. Већи део бивше Бугарске био је под контролом царевог сина Јована Шишмана; северозападна подручја (Видинско царство) било је под контролом Јована Страцимира, а Добруџа је и даље била у рукама Добротице. Већи део Македоније поделило је неколико српских феудалаца.
Дана 26. септембра 1371. године, Османлије су поразиле хришћанску војску на челу са српским властелинима Вукашином и Угљешом Мрњавчевићем у бици на Марици. Одмах након победе на Марици, султан Мурат лично покреће поход на северну Тракију потискујући Јована Шишмана северно од Балканских планина. Мурат осваја велики део бугарске територије. Јован је принуђен на понижавајући мир: постао је турски вазал, а своју сестру је послао у Муратов харем. Турци до 1373. године заузимају Угљешине територије и овладавају читавом Тракијом и областима планина Родопи. Вукашинов син Марко постао је њихов вазал. Године 1380. Турци освајају Софију. У периоду од 1384. до 1386. вођен је рат између Бугарске и Влашке. Власима је пришао и Шишманов брат Јован Страцимир. Године 1386. Мурат осваја и пљачка Пирот и Ниш након дуге борбе. Убијено је мноштво Бугара. Нову кампању Турци покрећу 1388. године. Њен резултат јесте пад већег дела источне Бугарске у руке Османлија. Територија Јована Шишмана свела се на земље западно од Великог Трнова и неколико замкова дуж Дунава. На истоку су Бугари успели задржати Варну и Калиакру. Јован Страцимир је вероватно у то време већ био турски вазал
Након кампање из 1388. године Јован Страцимир постаје турски вазал. У даљим борбама остао је пасиван. Османлије су освајале део по део Трновског царства. Велико Трново пало је 1393. године. Јован Шишман гине у борби 1395. године, а следеће године Страцимир се придружује хришћанима који организују крсташки рат под вођством Жигмунда. Бугарски владар Видина предаје крсташима турски гарнизон. Турски гарнизон Орахово покушао је да се одупре крсташима, али су их месни Бугари приморали на предају. Међутим, султан Бајазит наноси главнини крсташке армије велики пораз код Никопоља. Крајем 1396. или почетком 1397. године пао је и Видин. Страцимир је заробљен и послат у Бурсу где је задављен.
Неки историчари сматрају да је територија Видина или бар део ње остао у рукама Страцимировог сина Константина II Бугарског до његове смрти 1422. године. Користећи се грађанским ратом у Османском царству насталим након Ангорске битке, Константин и Шишманов син Фружин дижу 1408. године устанак у северној Бугарској. Подршку им је пружао српски владар Стефан Лазаревић и влашки војвода Мирча. Устанике је поразио султан Муса 1413. године.